# چار آناداپراساد
چار آناداپراساد (به لاتین: Char Annadaprasad) یک منطقهٔ مسکونی در بنگلادش است که در ناحیه بهولا واقع شده‌است.